# Заточка (группа)
Заточка — российская рэп-рок-группа, образована в Москве в 2018 году. Представляет собой дуэт и имеет на своем счету четыре студийных альбома.

## История
Группа образовалась в Москве в 2018 году двумя артистами из России, которые решили соединить в своих песнях классический хип-хоп c эстетикой кантри музыки. За музыкальную составляющую отвечает гитарист и участник группы Anacondaz Илья Погребняк, который в песнях «Заточки» использует не только гитару, но ещё банджо. Рэпер Юрий «Новокаин» Симонов в своей брутальной манере дополняет музыку неординарными образами и ироничными рифмами.
2018 «Грязное дельце»
Дебютный альбом «Грязное дельце», выпущенный в мае 2018 года, мгновенно нашёл свою широкую аудиторию и приковал к себе внимание СМИ, шоу-бизнеса и артистов. Песня «Новый шериф» не покидала хит-парад «Чартова дюжина» «Нашего радио» с мая 2019 года, добравшись в середине лета до второй строчки. Презентация альбома и первый сольный концерт состоялись в клубе «16 тонн».
2019 «Как в американском фильме»
В октябре 2019 состоялся релиз второго студийного альбома «Как в американском фильме». Альбом включает в себя 10 песен, одной из которых является кавер-трек «В городе, где нет метро» группы 25/17. В дальнейшем песня вошла в четвертую часть трибьют-альбома «Вспомнить все», участие в котором приняли многие известные музыканты. Презентация лонгплея «Как в американском фильме» прошла в столичном клубе RED.
В 2020 году группа стала победителем 13-й национальной музыкальной премии «Чартова дюжина» в номинации «Взлом».
Весной 2020 года группа отправляется в свой первый концертный тур по России и ближнему зарубежью.
26 ноября 2020 совместно с группой «Аффинаж» вышел новый сингл «Спой мне».
2021 «Вынь да положь»
17 сентября ироничный дуэт «Заточка» представил публике третий альбом под названием «Вынь да положь». Альбом состоит из 12 песен, три из которых фиты: «Демка» с Noize MC, «В тюрьму нельзя» с Артуром Беркутом и «Спой мне» с группой «Аффинаж».
Коллектив так же поучаствовал в записи песни группы Кирпичи — Never Enough. Песня вошла в альбом «Старческий маразм».
12 апреля 2022 года вышел видеоклип на песню «Этажи» с альбома «Вынь да положь», а 15 апреля «Этажи» стартовали в «Чартовой дюжине» «Нашего радио».
2023 «Острые края»
Новый альбом группы представлен в октябре 2023 года, включает 15 композиций.

## Состав группы

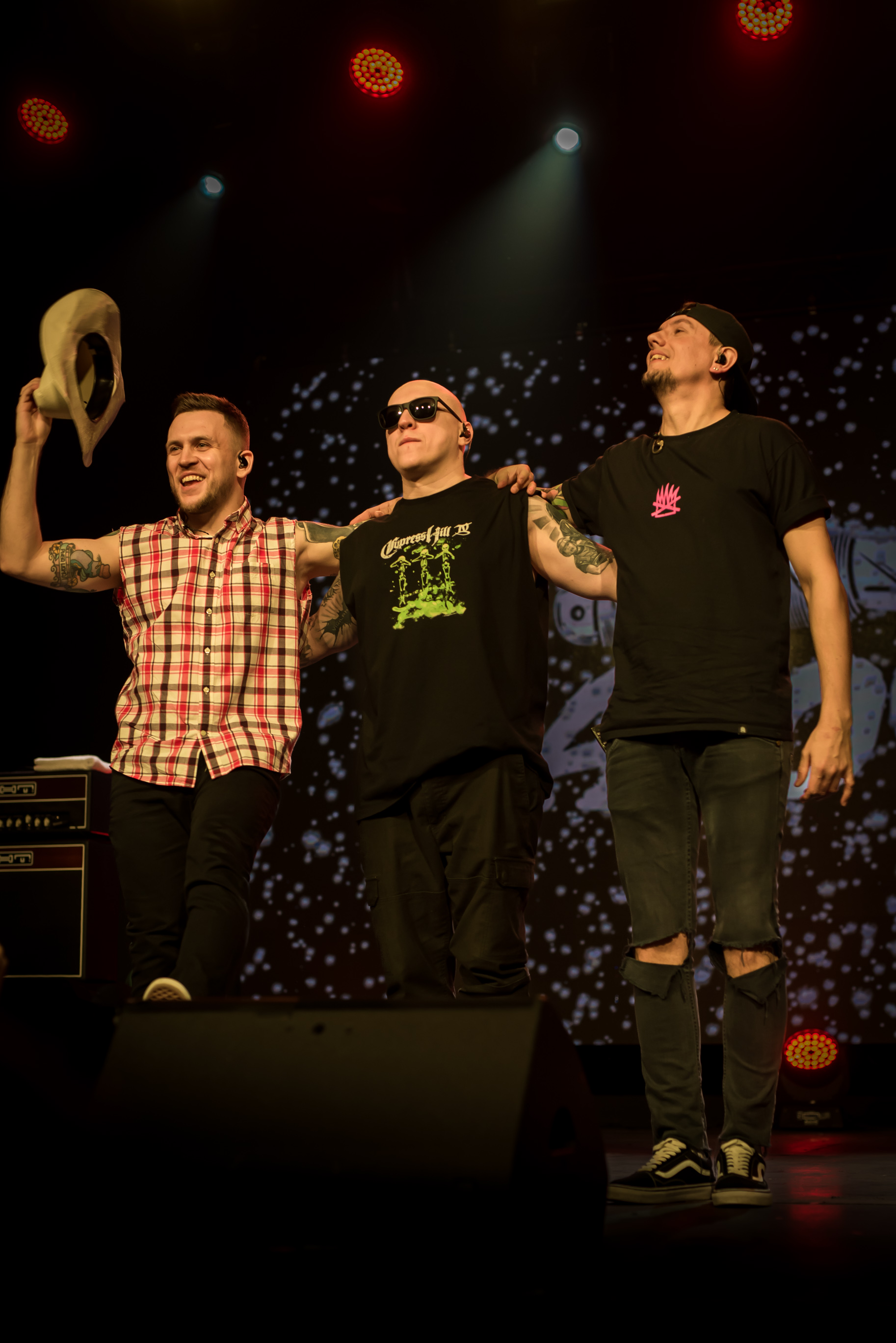
Выступление в петербургском клубе SOUND: Илья Погребняк, Юрий Симонов, Сергей Дридигер (2023)

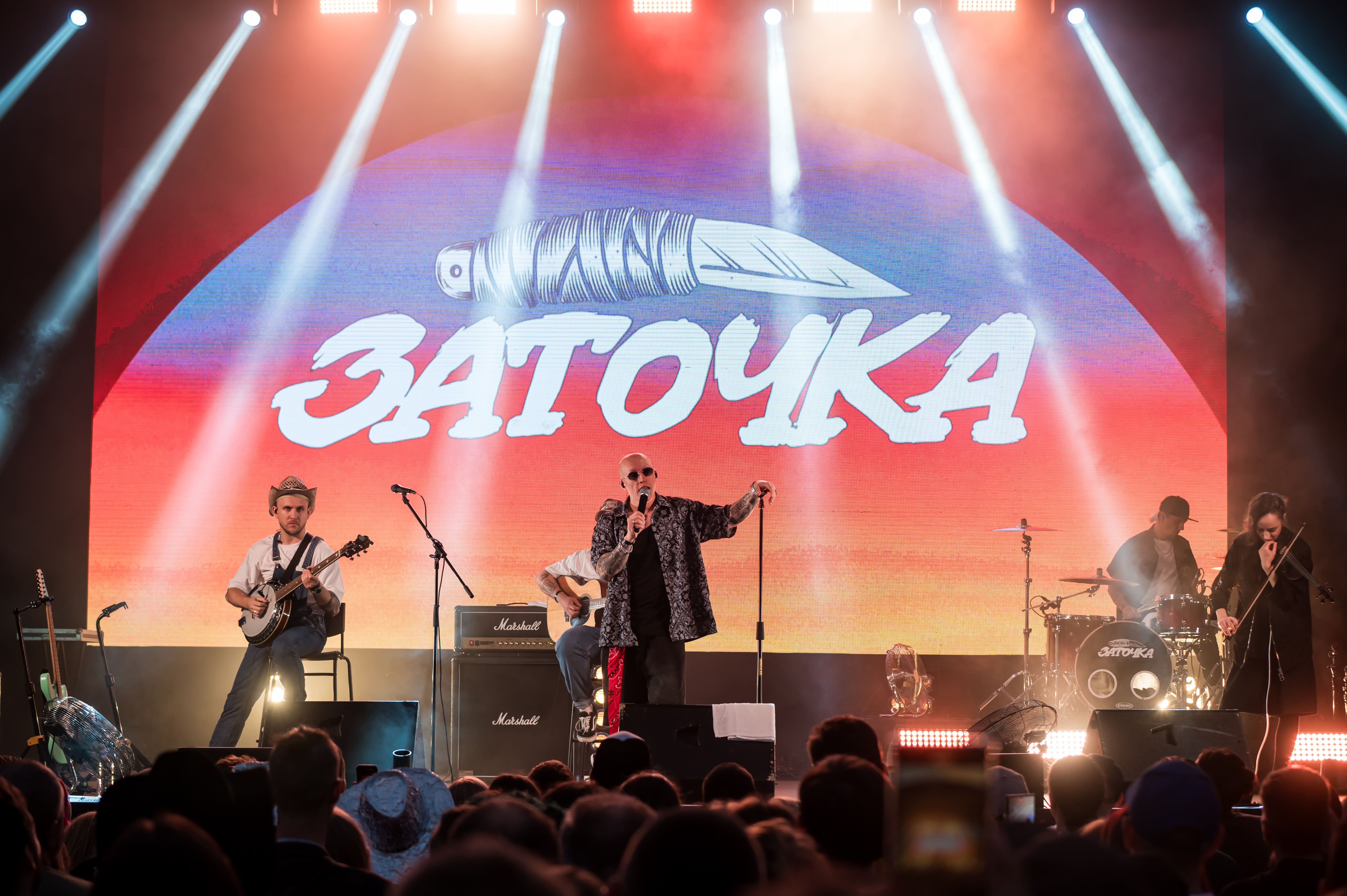
Концерт во «Дворе Гостинки» в Петербурге (2024)

### Актуальный состав
- Юрий «Новокаин» Симонов — речитатив, голос, битмейкер, аранжировки, тексты автор (2018 — настоящее время)
- Илья «Бешеный Пёс» Погребняк — гитара, банджо, бэк-вокал, аранжировки, музыка (2018 — настоящее время)

### Туровые участники
- Алексей Назарчук — ударные (2019)
- Евгений Стадниченко — ударные (2020 — 2022)
- Владимир Зиновьев — ударные (2020)
- Сергей Дридигер — ударные (2022 — настоящее время)

## Дискография

### Студийные альбомы
- 2018 — «Грязное дельце»
- 2019 — «Как в американском фильме»[2]
- 2021 — «Вынь да положь»[5]
- 2023 — «Острые края»[6]

### Синглы
- 2018 — «Кандидат от народа»
- 2019 — «Санта»
- 2020 — «Спой мне» (feat. Аффинаж)
- 2021 — «Метафизика» (feat. Anacondaz)
- 2021 — «Шапочка из фольги»
- 2022 — «Пятница» (LASCALA & Заточка)
- 2022 — «Доброе утро, Вьетнам»
- 2023 — «Руки выше!»[7]
- 2023 — «Угонщица»[8] (cover Ирина Аллегрова)
- 2024 — «Кто-то другой»[9]
- 2025 — «Последний нормальный мужик»

## Видеоклипы
| Год  | Название                                     | Режиссёр(ы)      | Альбом                      |
| ---- | -------------------------------------------- | ---------------- | --------------------------- |
| 2018 | «На стрелу»                                  | Данил Масютин    | «Грязное дельце»            |
| 2018 | «Мистер полисмен» (live acoustic)            | Red Skull Prod   | «Грязное дельце»            |
| 2018 | «Батя бьет маму»                             | Болгов Владимир  | «Грязное дельце»            |
| 2019 | «Новый шериф»                                | Болгов Владимир  | «Грязное дельце»            |
| 2020 | «Петь блюз»                                  | Болгов Владимир  | «Как в американском фильме» |
| 2022 | «Этажи»                                      | Болгов Владимир  | «Вынь да положь»            |
| 2022 | «Пятница» (LASCALA & «Заточка»; lyric video) |                  |                             |
| 2023 | «Руки выше!»                                 |                  | «Острые края»               |
| 2024 | «Острые края»                                | Булгаков Дмитрий | «Острые края»               |

Примечание: Роль нового шерифа в одноимённом клипе исполнил Сергей Селин

## Сотрудничество
| Исполнитель / группа | Песня                   | Альбом                            | Год выпуска | Участие |
| -------------------- | ----------------------- | --------------------------------- | ----------- | ------- |
| Кирпичи              | Never Enough            | Старческий маразм                 | 2021        | feat.   |
| Anacondaz            | Метафизика              | Перезвони мне +79995771202        | 2021        | feat.   |
| 25/17                | В городе, где нет метро | Вспомнить всё. Часть 4 (1). Ковры | 2019        | cover   |
| Аффинаж              | Спой мне                | Вынь да положь                    | 2021        | feat.   |
| Noize MC             | Демка                   | Вынь да положь                    | 2021        | feat.   |
| LASCALA              | Пятница                 | El Dorado                         | 2022        | feat.   |
| Ирина Аллегрова      | Угонщица                | Острые края                       | 2023        | cover   |
| Moscow Gospel Team   | Острые края             | Острые края                       | 2023        | feat.   |
| Брутто               | Крапива                 | Острые края                       | 2023        | feat.   |
| Гудтаймс             | КП                      | Острые края                       | 2023        | feat.   |
| Зимавсегда           | Миллиарда четыре        | Острые края                       | 2023        | feat.   |
| Jahmal TGK           | Бывай, дружище          | Острые края                       | 2023        | feat.   |
| Гудтаймс             | Вещий сон               | Классика. Часть 2. Хиромантия     | 2023        | feat.   |